# Leif Johnsson
Leif Johnsson, född 1939, är en svensk före detta friidrottare (tresteg). Han vann SM-guld i tresteg åren 1961 och 1963. Han tävlade för IF Udd.